# Trachys
Trachys es un género de plantas herbáceas de la familia de las gramíneas o poáceas. Es originario del sur de la India y Burma.

## Especies
- Trachys micronata
- Trachys muricata